# Esben Weile Kjær
Esben Weile Kjær (født 3. juli 1992) er en dansk billedkunstner som arbejder i mange forskellige genrer, som f.eks. performance, skulptur og installationskunst. Han studerede på Det Kongelige Danske Kunstakademi i København, hvorfra han dimitterede i 2022. Esben Weile Kjær arbejder og er bosat i København. Esben Weile Kjær voksede op i Aarhus med sin storesøster Anna Weile Kjær, der er kunsthistoriker og kurator.
Esben Weile Kjær havde i 2020 soloudstillinger i Danmark på Kunstforening Gl Strand og Copenhagen Contemporary. I 2023 kuraterede Esben Weile Kjær udstillingen  Butterfly! på Arken Museum for Moderne Kunst. Udstillingen bestod primært af værker fra Arkens egen samling iscenesat i en omsluttende scenografi. I 2024 åbnede hans hidtil største soloudstilling Solar System på Kunsten. I 2025 åbnede Kjær sin første soloudstilling i USA, Shell, på Amant i Brooklyn.   
Esben Weile Kjær har tidligere lavet performances på bl.a. Den Frie Udstillingsbygning, Statens Museum for Kunst og Overgaden. Institut for Samtidskunst samt i udlandet på bl.a. Centre Pompidou i Paris, Neue Nationalgalerie i Berlin, MMCA (en) i Sydkorea, Mumok (en) i Wien, Berghain (en) i Berlin, Museum Tinguely i Basel og Museum der Moderne Salzburg (de).  
Esben Weile Kjær modtog i 2022 Carl Nielsen og Anne Marie Carl-Nielsens Talentprisog i 2023 modtog han Aage og Ylva Nimbs Fondets hæderslegat. I 2024 udgav Louisiana Channel videoen Fascinated by Pop om Esben Weile Kjærs værker og praksis.: Hans værker kan findes i de permanente samlinger på Statens Museum for Kunst, Kunsten, Malmø Kunstmuseum, Brandts Museum, Arken, Statens Kunstfond og Ny Carlsbergfondet.   

## Soloudstillinger
- 2025 Thousands of small explosions at the same time[20], Salzburger Kunstverein (en), Salzburg, Østrig
- 2025 Amant[21], Brooklyn, New York, USA[22]
- 2025 Rainbow Tornado, Tegners Museum, Dronningmølle, Danmark (kommende)
- 2024 Milky Way, Trauma, Berlin[23], Tyskland
- 2024 Solar System, Kunsten - Museum of Modern Art, Aalborg, Danmark
- 2023 I want to believe [24], Albion Juene and 180 the Strand, London, England
- 2023 Butterfly! Arkens samling kurateret af Esben Weile Kjær[25], Arken, Ishøj, Danmark
- 2022 Complete Collapse, Andersen's, København, Danmark
- 2021 Letters for Julian Luxford, Kunsthal Aarhus BCC og Art Sonje Center, Seoul, South Korea
- 2020 Hardcore Freedom, Copenhagen Contemporary, København, Danmark
- 2020 Power Play, Kunstforeningen Gl Strand, København, Danmark
- 2020 Campaign, Museet for Samtidskunst, Roskilde, Danmark
- 2019 Dance with the devil, Vestjyllands Kunstpavillon, Videbæk, Danmark
- 2016 You can’t fake this monument of movement, Politikens Forhal, København, Danmark
- 2016 Radical Togetherness, Oslo10, Basel, chweiz

## Gruppeudstillinger
- 2025 Genklang[26], Sophienholm, Kgs. Lyngby, Danmark
- 2025 Just Kids[27], Gammel Strand, København
- 2024 Danish Pavilion, Gwangju Biennale, Seoul, Sydkorea
- 2024 Manifesto 2024[28] by Kaleidoscope Magazine, Espace Niemeyer, Paris
- 2023 Kunsthal Charlottenborg Bienale[29], Kunsthal Charlottenborg
- 2022 Another Surrealisme, Den Frie Centre of Contemporary Art
- 2020 Ghosthouse, Den Frie Udstillingsbygning, København
- 2020 Wearables, Etage Projects, København
- 2019 Window Shopper, Chart Art Fair, København
- 2019 Mellemting mellem ting, Den Frie Udstillingsbygning, København
- 2019 Tending Towards, Tinos Quarry Platform / Museum of modern queer art, Tinos/Athen, Grækenland
- 2018 Kunstnernes Påskeudstilling 2018, Kunsthal Århus, Aarhus
- 2017 NO REGRETS of tomorrows Sorrows, Future Suburban Contemporary, København
- 2017 Jugend ist Trunkenheit ohne Wein, Bikini Space - Basel
- 2017 Last Minute Business, Adult, København
- 2016 Someday a Real Rain Will Come and Wash All the Scum off The Streets Nordic Contemporary, Paris, Frankrig
- 2016 Closest Thing to Wearing Nothing, M.I, Berlin, Tyskland
- 2015 Mørkekammer, Vandrehallen, Hillerød

## Performances
- 2025 Nowhere, Centre for Fine Arts (en), Bruxelles, Belgien (kommende)
- 2015 Deepfake[30], Salzburger Festspiele[31], Salzburg, Austria
- 2024 Hardcore Freedom Revisited[32], Casino Luxembourg (en), Luxembourg
- 2024 I Want to Believe - The second act, MMCA, Seoul, Korea
- 2024 Want to Believe - The second act, Museum Der Moderne, Salzburg
- 2023 Burn!, Mumok, Wien
- 2023 De-Escalate, Basel Social Club, Basel
- 2022 Hyper![33], BFI Miami, Miami, USA
- 2022 Hyper!, Museum Tinguely (en), Basel[34]
- 2022 Night Journeys, Berghain, Berlin
- 2020 Pride is temporary, Gegenwart, Hamborg
- 2020 All Over The Place, Ny Carlsbergfondet, København
- 2019 Have you ever been afraid, Den Frie Udstillingsbygning, København
- 2019 Have you ever been afraid, Paris Internationale, Paris
- 2019 Have you ever been afraid, Athens Museum of Queer Arts, Athen
- 2019 Burn!, Statens Museum for Kunst, København
- 2019 Burn!, DR, København
- 2019 Burn!, Copenhagen International Fashion Fair, København
- 2019 Pride is temporary, Ashley Berlin, Berlin
- 2019 Pride is temporary, Vestjyllands Kunstpavillon, Videbæk
- 2018 Sun!, Kunstforeningen Gl. Strand, København
- 2018 Sun!, Code Art Fair, København
- 2018 Sun!, Charlottenborg
- 2018 Sun!, KBH Litteratur Festival, Skive
- 2018 We built this city, KØS, Køge
- 2019 Born to be wild, HC Andersen Festival, Odense
- 2017 Evig!, ARoS, Aarhus
- 2016 You Can’t Fake This Monument Of Movement, Copenhagen Contemporary, København
- 2016 How 2 neo-tribe?, Tranen space of contemporary art, Hellerup
- 2017 Level of glamour, den italienske ambassade i København
- 2017 Never have i ever, Age of Aquarius, København
- 2017 My heart beats faster than techno, DanseAtelier, København
- 2015 Reality, Den Frie Udstillingsbygning, København
- 2016 I wish i was a punkrocker with flowers in my hair, Karlin Studios, Prag
- 2016 This could be identification for new subcultures, Overgaden, København
- 2016 This could be identification for new subcultures, M.I - Berlin
- 2016 Athen, Den Frie Udstillingsbygning, København
- 2014 Birthday Bash, Nikolaj Kunsthal, København